# جوناثان نوريس
جوناثان نوريس (28 أبريل 1980 في المملكة المتحدة - )  (بالإنجليزية: Jonathan Norris)‏ هو لاعب كريكت بريطاني. لعب مع Hampshire Cricket Board ‏.